# Дзяловский, Веслав
Веслав Дзяловский (пол. Wiesław Działowski, 6 декабря 1935, Краков) — польский офицер Службы безопасности (СБ) ПНР, заместитель по СБ Краковского воеводского коменданта милиции и начальника управления МВД в 1981—1990. Участник конфронтации ПОРП с Солидарностью, в том числе репрессий военного положения.

## Взгляды и служба
Родился в семье краковского коммуниста. Семья Дзяловских расценивалась партийными инстанциями и органами госбезопасности как особо благонадёжная — без родственников за границей, без контактов с духовенством (в таком католическом центре, как Краков, это отмечалось особо), без тесных связей с соседями и проявлений социальной активности. По семейному воспитанию Веслав Дзяловский был убеждённым сторонником реального социализма и коммунистического государства. Состоял в Союзе польской молодёжи (комсомол ПНР), в Обществе польско-советской дружбы, в Обществе содействия светской культуре (атеистическая пропаганда). Вступил в правящую компартию ПОРП.
Веслав Дзяловский получил техническое образование, отслужил в войсках связи армии ПНР. Окончил электротехнический факультет Горно-металлургической академии (AGH). Некоторое время работал на междугородной АТС.
В апреле 1962 Веслав Дзяловский поступил на службу в 2 отдел Краковской воеводской комендатуры милиции. 2 отдел относился к Службе безопасности (СБ) и специализировался на контрразведке. Дзяловский занимался слежкой за иностранными дипломатами и туристами в Кракове, контролировал связи с польской диаспорой (например, благонадёжность помощи американских поляков в строительстве больницы).
Поначалу деятельность Дзяловского оценивалась начальством как низкопродуктивная: источники его информации были малочисленны, оперативные мероприятия медлительны, знания и навыки ограничены. (Причиной указывалось его высокомерное нежелание спрашивать мнение более опытных офицеров.) Однако курсы учебного центра в Легионово возымели действие и повысили оперативные качества Дзяловского. Однако его по-прежнему характеризовала «бессистемность», нежелание углубляться в вопросы. Компенсировать эти недостатки ему удавалось за счёт общительности и своеобразного обаяния, помогавшего в установлении контактов. Важную роль в продвижении играла активность по политической линии: Дзяловский был членом партбюро отдела и руководил системой партучёбы. В 1968 окончил факультет права и управления Ягеллонского университета.
В звании подпоручика Веслав Дзяловский возглавлял оперативную группу отдела. В октябре 1971 назначен заместителем начальника. В 1975—1981 в звании капитана служил в городской комендатуре — начальник 2 отдела, заместитель коменданта по СБ. Стал на хорошем счету у начальства, завёл собственную сеть осведомителей, вёл несколько оперативных учётов. В 1973 получил денежную премию за «ценные материалы против антипольской пропаганды». В 1975—1976 прошёл стажировку в Высшей школе КГБ СССР.

## В краковской госбезопасности

### Начало 1980-х: репрессии военного режима
1 ноября 1981 Веслав Дзяловский в звании полковника назначен первым заместителем воеводского коменданта милиции по СБ. Комендантом являлся полковник Адам Тшибиньский — предшественник Дзяловского на управлении СБ. Осень 1981 была периодом нарастающей конфронтации между ПОРП и независимым профсоюзом Солидарность. Партийно-государственное руководство сделало ставку на установление военного режима. Полковник Дзяловский, с его взглядами «партийного бетона», вёл ускоренную подготовку в Кракове.
13 декабря 1981 в Польше было введено военное положение. Власти перешла к WRON и неформальной «Директории» во главе с первым секретарём ЦК ПОРП, премьер-министром и министром обороны Войцехом Ярузельским. Возглавляемая полковником Дзяловским СБ сыграла главную роль в декабрьских репрессиях в Кракове. На операции Jodła (интернирование активистов) и Azalia (блокирование коммуникаций) были выдвинуты 370 агентов. Офицеры СБ руководили опергруппами комендатуры при оружии и ломах для выбивания дверей. В Кракове были интернированы 158 человек.
В то же время СБ не сумела предотвратить забастовку на металлургическом комбинате имени Ленина в Нова-Хуте (HiL). Не удалось, как планировалось, интернировать в ночь на 13 декабря ведущего лидера краковской «Солидарности» Мечислава Гиля. При задержании в своей квартире Гиль сумел уйти от преследования и возглавить забастовку на HiL. После подавления забастовки силами ЗОМО Гиль ещё месяц скрывался на нелегальном положении. Задержать его удалось только через месяц (комендант Тшибиньский назначил за поимку Гиля денежную премию в 7 тысяч злотых). За эту ситуацию Дзяловский получил выговор от Тшибиньского.
В период военного положения СБ преследовала подпольные структуры «Солидарности», способствовала закрытию реформистских «горизонтальных струкрур» ПОРП, прежде всего краковского клуба «Кузница», оказывала давление на Краковскую католическую архиепархию. 13 октября 1982 произошло столкновение в Нова-Хуте: рабочие HiL вышли на демонстрацию протеста после принятого сеймом закона об официальном запрещении «Солидарности». Демонстрантов атаковали ЗОМО и СБ. Капитан госбезопасности Анджей Аугустин застрелил двадцатилетнего рабочего Богдана Влосика. Уличные столкновения длились несколько дней, похороны Влосика вылились в двадцатитысячную антикоммунистическую демонстрацию. Эти события привели к отставке первого секретаря Краковского комитета ПОРП Кристина Домбровы (его сменил Юзеф Гаевич). Однако Дзяловский, как и Тшибиньский, остались при должностях.
Усиленный режим службы пришёлся на июнь 1983, незадолго до отмены военного положения — Краков посетил тогда Папа Римский Иоанн Павел II. В апреле 1985 начальником Краковского управления внутренних дел вместо полковника Тшибиньского стал генерал бригады Ежи Груба. Однако полковник Дзяловский остался на прежней должности.

### Конец 1980-х: антипрофсоюзная «дезинтеграция»
Положение в Польше резко изменила забастовочная волна 1988. В апреле-мае снова бастовали металлурги Нова-Хуты. 4 июля 1988 полковник Дзяловский завизировал докладную записку дзельницкого УВД Нова-Хуты — детальный план «дезинтеграционных мероприятий» против оргкомитета «Солидарности» на HiL. План включал направление в прокуратуру материалов на рабочих активистов, профилактирование полусотни человек, перехватывание популярных инициатив оргкомитета от имени официального профсоюза, тщательный учёт автотранспорта активистов для дорожного контроля, отправку военнообязанных активистов на сборы, провоцирование конфликтов оргкомитета HiL с всепольской структурой Леха Валенсы и краковских активистов друг с другом, придирчивую проверку доходов активистов и своевременности оплаты ими коммунальных счетов.
16 мая 1989, уже после Круглого стола, в Кракове произошли крупные уличные столкновения. Протестующие требовали вывода из Польши советских войск, отставки первого секретаря Юзефа Гаевича и генерала Грубы. Против демонстрантов были выдвинуты три батальона ЗОМО, но для оперативной слежки выделен специальный взвод «в штатском».
Параллельно Веслав Дзяловский осуществлял реформирование краковской СБ сообразно указаниям министра внутренних дел Чеслава Кищака. На первый план выдвигался 5 отдел — по контролю над промышленными предприятиями. В порядке «защиты экономики» укреплялась агентура, активировались оперативные комбинации на краковских заводах. 3 отдел — политический сыск, подавление оппозиции формально принимал функции «защиты конституционного строя». 5 декабря 1989 — уже при правительстве Тадеуша Мазовецкого, представлявшего «Солидарность» — полковник Дзяловский рассылал директиву со ссылкой на указание начальника СБ полковника Ежи Карпача: каждые две недели информировать о социально-политической ситуации и общественных настроениях, фиксировать социально-экономические перебои (особенно забастовки) и акции внепарламентских радикальных сил (демонстрации, анархизм, терроризм).
Полковник Дзяловский явно рассчитывал сохранить позиции в новых условиях. Но такие расчёты не оправдались. 3 апреля 1990 он был уволен из органов МВД. Три месяца спустя прежняя СБ перестала существовать.

## Семейная традиция
Младший брат Веслава Дзяловского — Яцек Дзяловский — тоже служил в краковской СБ. По профессии инженер-энергетик, он выразил желание стать офицером госбезопасности. Был инспектором 2, 3, 5 отделов, руководил оперативными подразделениями. В декабре 1970 получил денежную премию за предотвращение акций солидарности с рабочими протестами на Балтийском побережье. Капитан Дзяловский был уволен из МВД в один день с братом-полковником.
На примере братьев Дзяловских современные авторы определяют критерии набора в СБ 1960—1970-х. Предпочтение отдавалось идеологически выверенным кадрам, по возможности обработанным с детства. Желательно было высшее образование, в особенности техническое. Сочетание позволяло использовать такие кадры не только для прямых репрессий (что тоже потребовалось в период военного положения), но и для тщательной «дезинтеграции».